# Blandford Forum
Blandford Forum – miasto i civil parish w południowej Anglii, położone w hrabstwie Dorset, w dystrykcie (unitary authority) Dorset, nad rzeką Stour. W 2011 roku civil parish liczyła 10 325 mieszkańców.